# Jacques Tarnero
Jacques Tarnero est un chercheur à la Cité des sciences et de l'industrie, un essayiste et un documentariste français.
Il s'est spécialisé dans l'étude du racisme, de l'antisémitisme et l'Islam.
Il fut membre du Mouvement du 22-Mars, en 1968, à la faculté de Nanterre. Il a également été président de la Commission d'études politiques du Conseil représentatif des institutions juives de France (CRIF).

## La jeunesse militante
En 1966, il arrive d'Algérie à Nanterre, une faculté toute neuve. Il milite à la JCR  où « la dominante était très nettement ashkénaze sans que cette appartenance n’ait eu à l’époque une quelconque importance », car « les identités d’origine avaient peu d’importance ». Au foyer de la résidence universitaire de Nanterre, il se souvient avoir suivi à la télévision « les foules arabes de l'Atlantique au golfe persique, communier dans même désir de destruction de l'Etat juif » alors que « les étudiants arabes affichaient leurs sympathies symétriquement opposées », même si « beaucoup d’entre eux étaient des copains proches ». Jacques Tarnero est ensuite parti en Israël au dernier jour de la guerre, le 12 juin 67, avec deux autres étudiants de la résidence universitaire de Nanterre, comme mitnadev (bénévoles et volontaire pour Tsahal, l'armée israélienne). Il se souvient que beaucoup d'étudiants de Nanterre-la-rouge firent le même voyage, certains avec des arrière-pensées racistes. Il passe par divers kibboutzim de gauche, laïques, et croise des étudiants de Nanterre.
En 68, il est étudiant en philosophie à Nanterre, vice-président de l'Arcun, participe au Mouvement du 22 mars, un mouvement étudiant français d'extrême-gauche, et à l'autodéfense de Nanterre face à une éventuelle attaque de l'extrême droite, et codirige avec Xavier Langlade le service d’ordre étudiant chargé de protéger le campus des commandos d'Occident, la « Guerre de Troie » qui n'aura pas lieu, en allant au bois de Boulogne couper des branches pour faire des lance-pierres et ramasser les couvercles de poubelles pour faire des boucliers, puis passe l'été 68 chez des amis en Algérie et prend ses distances à la rentrée.

## Le documentariste
En 2002, il réalise avec Philippe Bensoussan un documentaire intitulé Décryptage sur le conflit israélo-palestinien. Dans ce film militant, il rejette la responsabilité du conflit sur les palestiniens et dément toute volonté coloniale d'Israël.

## Revues
Membre du Cercle de l'oratoire, Jacques Tarnero est également membre du comité de rédaction de la revue Le Meilleur des mondes.

## Publications
- Le Nom de trop, Israël illégitime ?, Armand Colin, 2011.
- Coauteur de la revue Cités (PUF ed 2004) sur « l’Islam en France ».
- Coauteur de Le sionisme expliqué à nos potes, La Martinière, 2003.
- Le Racisme, Milan, 1996.
- Les Terrorismes, Milan, 1997.
- Mai 68, une révolution fiction, Milan, 1998.
- Coauteur du numéro de la revue Autrement, série Morales, sur « Résister » (1994).
- Coauteur et coordinateur de L’empire des techniques, Le Seuil, 1994.
- Coauteur de Identité française, éditions Tierce Espaces 89, 1985.
- Coauteur de Vous avez dit fascismes ?, éditions Montalba, 1981.

## Filmographie
- Auteur de deux films documentaires :  Long métrage, sur le négationnisme : Autopsie d'un mensonge (2000, Lili productions), sur les représentations du conflit israélo-palestinien : Décryptage (2002, Sophie Dulac productions).